# Alfredo Gottardi Júnior
Alfredo Gottardi Júnior (Curitiba, 7 de novembro de 1944) é um ex-futebolista brasileiro. Filho do goleiro da Seleção Brasileira e do Club Athletico Paranaense, Alfredo Gottardi, atuou como meia-direita e zagueiro.

## Carreira
Gottardi Jr. jogava pelada no campo do Clube Atlético Primavera quando um olheiro do Athletico Paranaense descobriu e o indicou para integrar o time do infanto-juvenil do clube. Com isso, em 1957, o filho de Alfredo Gottardi passou a treinar e a jogar no mesmo estádio onde o pai foi hexa-campeão estadual. No grupo de jogadores que integrou os times de base do Athletico no final da década de 1950 e início da década de 1960, foram revelados, além de Gottardi Júnior, Joel Malucelli (futuramente um dos fundadores do J.Malucelli Futebol S/A e presidente do Coritiba Foot Ball Club, mas o único que não tornou-se profissional), Amauri Fernando (primeiro jogador negro do clube), Raul Plassmann (goleiro do flamengo e da seleção brasileira), entre outros, e foram bi-campeões juvenis em 1961 e 1962.
Em 1963, quando o técnico do time profissional era Geraldo Damasceno, o mesmo promoveu, além de Gottardi Jr., vários jogadores do juvenil para o time principal e com eles ficou invicto em várias rodadas, incluindo cinco vitórias consecutivas no campeonato paranaense.
Porém, o maior rival do rubro negro paranaense conseguiu retirar o filho de um dos maiores ídolos do clube do seu elenco, e no dia 1° de maio de 1964, Gottardi Júnior assinou contrato com o Coritiba Foot Ball Club. Entre 1964 e 1965, atuou no alviverde curitibano, contudo, depois de um longo tempo afastado por lesão e após o seu retorno, foi pouco aproveitado como titular e com isso, sentiu-se desprestigiado e rescindiu o contrato antes do término, que era de dois anos.
Em 1966, retornou ao Athletico Paranaense e fez parte do elenco que jogou o Campeonato Brasileiro de 1968 (na época conhecido como Torneio Roberto Gomes Pedrosa). Também integrou o elenco campeão paranaense de 1970, muito significativo para o clube na época, pois o rubro negro paranaense não comemorava um título estadual fazia 12 anos.
Como o Athletico não classificou-se para o principal campeonato de futebol entre clubes do Brasil de 1972, Gottardi foi emprestado ao São Paulo Futebol Clube para jogar no Campeonato Nacional de Clubes (assim foi chamado o campeonato brasileiro entre 1971 e 1974) daquele ano. Ao término da competição, retornou ao rubro negro e manteve-se no clube de 1973 até o primeiro semestre de 1977.
Para a temporada 1977/1978, foi contratado pelo Atlas Fútbol Club de Guadalajara, mas integrou um elenco que levou o clube ao descenso no campeonato nacional do México. Porém, suas atuações resultaram na contratação de seu passe pelo Club Deportivo Tiburones Rojos de Veracruz, de Veracruz, para o campeonato mexicano da primeira divisão da temportada 1978/1979. Novamente, em um elenco problemática liderados pelo técnico uruguaio José Sassía (o primeiro de vários técnicos desta temporada), o "El Tibu" (apelido do clube) foi rebaixado para a segunda divisão.
Depois de duas temporadas no México e cansado do futebol, retornou ao Club Athletico Paranaense para fazer suas duas últimas partidas de futebol como jogador profissional. Ao "pendurar" as chuteiras, arriscou a carreira de técnico e iniciou no próprio rubro negro. Dirigiu o clube durante o campeonato paranaense de 1980. Neste ano, somente os oito primeiro colocados seguiam para o segundo turno. Os demais, disputariam o "torneio da morte" para definir os rebaixados. O Athletico ganhou este "torneio" e terminou o campeonato na nona classificação geral. Depois desta experiência, Gottardi Júnior desistiu da empreitada e preferiu investiu numa graduação de ensino superior. Concluiu o curso de Administração de Empresas, que havia interrompido quando mudou-se para o México, na Fundação de Estudos Sociais do Paraná (FESP).
Depois de formado, passou num concurso para trabalhar na Secretaria de Educação do Estado do Paraná. Também foi diretor administrativo do Instituto de Previdência do Paraná (IPE).

## Títulos

### Como jogador
Athletico Paranaense
- Campeonato Paranaense de Futebol: 1970[2]

### Como técnico
- Torneio da Morte: 1980[2]